# Penelope Fitzgerald
Penelope Fitzgerald (Lincoln, 17 december 1916 - Londen, 28 april 2000), was een Engels schrijfster en biograaf. In 2008 werd ze door The Times uitgeroepen tot een van de beste 50 Britse auteurs sinds 1945. Haar boek Offshore (1979) won de Booker Prize en haar boek The Blue Flower werd in 2012 door The Observer in de top tien beste historische romans geplaatst en won de National Book Critics Circle Award.

## Biografie
Fitzgeralds ouders waren E.V. Knox (Eddie), de latere hoofdredacteur van Punch, en Christina Hicks, een van de eerste vrouwelijke studenten aan de Universiteit van Oxford en suffragette. Fitzgerald werd geboren in het oude paleis van Edward Hicks, de bisschop van Lincoln, haar moeders vader. Ook haar vaders vader was bisschop, Edmund Arbuthnott Knox, de bisschop van Manchester. Haar vader en zijn drie broers waren bekend onder de naam the Knox Brothers. Die drie ooms waren theoloog en detectiveschrijver Ronald Knox, de bekende cryptoanalist (codebreker) Alfred Dillwyn Knox en theoloog Wilfred Knox. Ook Winifred Peck, een zus van haar vader was bekend als romanschrijver en biograaf.
Ze studeerde af in 1938 van Somerville College van de Universiteit van Oxford. Tijdens de Tweede Wereldoorlog werkte ze voor de BBC. In 1942 trouwde ze met Desmond Fitzgerald. Ze werd later docent van onder anderen Anna Wintour, Nigella Lawson, Edward St Aubyn, Camilla Parker Bowles en Helena Bonham Carter.
Ze was 58 jaar oud toen ze haar eerste boek publiceerde; een biografie van de kunstenaar Edward Burne-Jones. Haar eerste roman werd gepubliceerd toen ze 60 jaar oud was.

### Biografieën
- Edward Burne-Jones (1975)
- The Knox Brothers (1977)
- Charlotte Mew and Her Friends: With a Selection of Her Poems (1984)

### Romans
- The Golden Child (1977)
- The Bookshop (1978) (in het Nederlands uitgebracht met als titel De boekhandel; vertaler Mieke Prins)
- Offshore (1979)
- Human Voices (1980)
- At Freddie's (1982)
- Innocence (1986)
- The Beginning of Spring (1988) (in het Nederlands uitgebracht met als titel Het begin van de lente; vertaler Johannes Jonkers)
- The Gate of Angels (1990, met een nawoord van Hermione Lee) (in het Nederlands uitgebracht met als titel De engelenpoort; vertaler Johannes Jonkers; nawoord vertaald door Mieke Prins)
- The Blue Flower (1995, UK, 1997, US) (in het Nederlands uitgebracht met als titel De blauwe bloem; vertaler Johannes Jonkers)

### Overig
- The Means of Escape (2000/2001)
- A House of Air edited by Terence Dooley, with an introduction by Hermione Lee (2005)
- So I Have Thought of You. The Letters of Penelope Fitzgerald (door Terence Dooley, met een introducie door A.S. Byatt) (2008)